# Отьян Седрак Геворкович
Седрак Геворкович Отьян (Отян) (1898, селище Афтала, Персія, тепер Іран — розстріляний 13 липня 1937) — вірменський радянський діяч, 2-й секретар ЦК КП(б) Вірменії, голова ДПУ при РНК Вірменської РСР і народний комісар внутрішніх справ Вірменської РСР.

## Життєпис
Народився в родині вірменського священника. Батько помер у 1903 році, виховувався матір'ю-прачкою. У 1911 році закінчив сільську парафіяльну школу.
З серпня 1911 по грудень 1912 року — учень кравця в майстерні Асланянців у місті Урмія (Персія), потім прикажчик торгового дому Авакяна (м. Урмія).
У листопаді 1915 — серпні 1917 року — санітар пункту споживання Всеросійського Союзу міст в Урмії (Персія). У серпні 1917 — серпні 1918 року — комірник 4-го санітарного транспорту Всеросійського Союзу міст в Урмії (Персія).
З серпня 1918 по лютий 1919 року — прикажчик продуктового магазину в місті Владикавказі. З лютого 1919 по березень 1920 року проживав у містах Владикавказі, Армавірі, Ростові-на-Дону, був безробітним, працював у вірменській секції Ростовського комітету РКП(б).
Член РКП(б) з березня 1920 року.
У березні — липні 1920 року — слухач Кубанської обласної школи радянського та партійного будівництва в місті Краснодарі.
З липня по грудень 1920 року служив у Червоній армії: червоноармієць Краснодарського комуністичного полку 13-ї армії Кавказького фронту.
У грудні 1920 — лютому 1921 року — голова Іджеванського волосного земельного комітету Діліжанського повіту Вірменської РСР.
З лютого по квітень 1921 року — військовий комісар Каравансарайського комуністичного батальйону.
З травня 1921 по жовтень 1922 року — завідувач організаційного відділу, відповідальний секретар Шамшадинського районного комітету КП(б) Вірменії.
У жовтні 1922 — вересні 1923 року — завідувач відділу управління, заступник голови виконавчого комітету Диліжанської повітової ради Вірменської РСР.
З вересня 1923 по липень 1924 року навчався в Комуністичному університеті імені Свердлова, закінчив перший курс.
У липні 1924 — листопаді 1926 року — відповідальний секретар Даралагязського повітового комітету КП(б) Вірменії.
У листопаді 1926 — грудні 1928 року — відповідальний секретар Зангезурського повітового комітету КП(б) Вірменії.
У грудні 1928 — травні 1930 року — голова центрального правління Спілки споживчих товариств Вірменської РСР «Айкооп».
У травні — жовтні 1930 року — голова ДПУ при РНК Вірменської РСР і народний комісар внутрішніх справ Вірменської РСР.
З жовтня 1930 року — завідувач організаційно-інструкторського відділу ЦК КП(б) Вірменії.
У вересні 1931 — 17 січня 1932 року — 3-й секретар ЦК КП(б) Вірменії.
23 січня 1932 — 16 лютого 1933 року — 2-й секретар ЦК КП(б) Вірменії.
У березні 1933 — квітні 1934 року — уповноважений Народного комісаріату зернових та тваринницьких радгоспів СРСР по Закавказькій РФСР.
У квітні 1934 — 1937 року — 1-й секретар Башкичетського районного комітету КП(б) Грузії; голова виконавчого комітету Акбулахської районної ради Грузинської РСР.
1937 року заарештований органами НКВС. 13 липня 1937 року засуджений до страти, того ж дня розстріляний.
Посмертно реабілітований 25 квітня 1956 року.

## Нагороди
- орден Трудового Червоного Прапора Вірменської РСР (13.03.1932)